# Сарибалик (Здвінський район)
Сарибалик (рос. Сарыбалык) — село у Здвінському районі Новосибірської області Російської Федерації.
Входить до складу муніципального утворення Сарибалицька сільрада. Населення становить 745 осіб (2010).

## Історія
Згідно із законом від 2 червня 2004 року органом місцевого самоврядування є Сарибалицька сільрада.

## Населення
| 2002 | 2007 | 2010 |
| ---- | ---- | ---- |
| 772  | ↗839 | ↘745 |